# 姚州 (云南)
姚州，中国古代的州。
唐朝武德四年（621年）以此地人多姓姚置姚州和附郭县姚城，治所在今云南省姚安县西北旧城。户三千七百。下辖三县：姚城县、长明县、泸南县。姚州都督府治此，为唐和西南各族往来要站。姚州都督府领置十三羁縻州：异州、五陵州、袖州、和往州、舍利州、范邓州、野共州、洪郎州、日南州、眉邓州、醾备州、洛诺州。
750年后地入南诏，废州置，贞元中改置弄栋城（今姚安县东），为弄栋节度驻地。大理国时改弄栋府，又名统矢府、姚府。元宪宗七年（1257年）改为统矢千户所。元朝至元十二年（1275年）改统矢千户所复置姚州，治今姚安县。辖境相当今云南省姚安、大姚、永仁等县地。天历元年（1328年）置姚安路，并为路治。明朝时，为姚安府治。清朝时，属楚雄府。1913年废姚州改姚安县。
| 唐朝姚州辖县 | 唐朝姚州辖县                         |
| ------------ | ------------------------------------ |
| 621年        | 姚城县、长明县                       |
| 664年        | 姚城县、长明县                       |
| 688年        | 姚城县、长明县（增设长城县）         |
| 742年        | 姚城县、长明县、长城县（改为泸南县） |
| 754年        | 姚城县、长明县、泸南县（陷于南诏）   |

唐朝姚州刺史
- 段凭（唐朝初年）
- 吴师盛（669年）
- 召弘安（武周时）
- 裴怀古（武周时，未任）
- 皇甫文备（长安年间）
- 李蒙（景云年间—713年）
- 杨安居（722年）
- 达奚守珪（开元后期）